# Juego de mentiras
Juego de mentiras est une telenovela americaine produite par Telemundo Global Studios et diffusée entre le 7 mars et le 4 juillet 2023 sur Telemundo.

## Synopsis
Lorsque sa femme disparaît, tous les indices désignent César Ferrer comme le principal suspect de son prétendu meurtre, mais celui-ci, déterminé à conserver la garde de sa jeune fille, décide de mener l'enquête lui-même. Alors qu'il cherche des raisons pour expliquer la disparition d'Adriana Molina, il découvre qu'elle menait une double vie insoupçonnée, avec un amant issu d'une famille riche et puissante. Tout le monde a un motif pour éliminer Adriana.

## Distribution

### Rôles principaux
- Arap Bethke : César Ferrer
- Altair Jarabo : Camila del Río
- María Elisa Camargo : Adriana Molina
- Rodrigo Guirao Díaz : Francisco Javier del Río
- Cynthia Klitbo : Renata del Río
- Eduardo Yáñez : Pascual del Río
- Pepe Gámez : Jesús «Chuy» Marín
- Alberto Casanova : Détective Elvis Barros
- Alicia Machado : Alejandra Edwards
- Beatriz Valdés : Elvira Gómez
- Gabriela Vergara : Eva Rojas
- Patricio Gallardo : Tomás del Río
- Bárbara Garofalo : :Inés Urrutia
- María Laura Quintero : Linda Márquez
- Aylín Mújica : Rocío Jiménez
- Camila Núñez : Noelia Ferrer

### Participations spéciales
- Eneida Mascetti : Doña Gracia
- Manuela Corzo : Estela Montoya
- Jesús Nasser : Manuel «El Mono»
- Angelo Jamaica : Moisés Alto
- Chela Arias : Olga
- Francisco Porras : Pluto
- Karla Peniche : Yvonne

## Production

### Développement
Le 15 février 2022, la série a été annoncée lors de l'événement de projection virtuelle de Telemundo avec le titre de travail Culpable o inocente,.
En mai 2022, la série a été présentée lors de l'upfront de Telemundo pour la saison télévisée 2022-2023.
Le 13 août 2022, il a été annoncé que le titre officiel de la série serait Juego de mentiras.
Le tournage de la série a commencé le 15 août 2022 à Miami, aux États-Unis et s'est terminé le 3 décembre 2022,. 
Le 26 janvier 2023, Telemundo a publié la première bande-annonce officielle de la série.
La production a confirmé une diffusion de 80 épisodes.

### Casting
Le 28 juillet 2022, Alicia Machado a annoncé qu'elle ferait partie de la distribution principale. 
Le 13 août 2022, Arap Bethke, Altaír Jarabo et María Elisa Camargo ont été annoncés dans les rôles principaux et une longue liste de distribution a été publiée dans un communiqué de presse.

## Diffusion
- Telemundo (2023)